# یونکرس آ ۳۵
یونکرس آ ۳۵ (به انگلیسی: Junkers A 35) یک هواگرد ساختِ کارخانهٔ یونکرس در کشور آلمان است. نخستین استفاده‌کنندهٔ این هواپیما نیروی هوایی روسیه بوده‌است.

## نسخه ها
Junkers A 20 : نسخه تولید شده در شهر Limhamn بنام R02 و نسخه تولید شده در Fili بنام Ju 20 نامگذاری شد
Junkers A 20L : نسخه زمین نشین
Junkers A 20W : نسخ آب نشین
Junkers A 25 : نسخه تولید شده در شهر Limhamn بنام R41 و نسخه تولید شده در Fili بنام Type A نامگذاری شد
Junkers A 35 : نسخه نظامی تولید شده در شهر Limhamn بنام  K53/R53 و نسخه تولید شده در Fili بنام Type 20 نامگذاری شد